# Federação de Voleibol de Suriname
A Federação de Voleibol de Suriname  (em neerlandês ːSurinaamse Volleybal Bond,SuVoBo) é  uma organização fundada em 1963 que governa a pratica de voleibol em Suriname, sendo membro da Federação Internacional de Voleibol, a entidade é responsável por  organizar  os campeonatos nacionais de  voleibol masculino e feminino no país.